# António Feliciano de Castilho

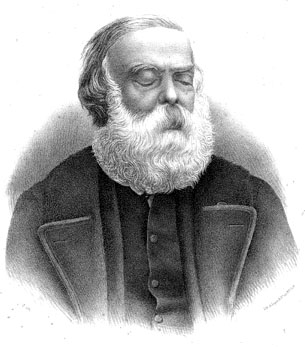
António Feliciano de Castilho.

António Feliciano de Castilho, född 28 januari 1800, död 18 juni 1875, var en portugisisk skald.
Catilho var blind ända från sitt sjätte år, men trots detta som författare och litteraturkritiker utomordentligt produktiv. Stilmässigt vacklade han mellan klassicismen och romantiken. Hans första diktsamlingar, Cartas de Echo e Narciso (1821), Amor e Melancholia (1828), är huvudsakligen klassiska, A noitu do catello (1836) balanserar mellan de båda riktningarna, medan Osciumes do bardo (1838) är rent romantisk. Själv ville han helst kallas klassiker, men har brukat räknas som den tredje store portugisiske romantikern efter João Baptista da Silva Leitão de Almeida Garrett och Alexandre Herculano. Han skrev även det pedagogiska arbetet Methodo de Castolo och översatte ett flertal klassiker såsom Molière, Shakespeares En midsommarnattsdröm, Goethes Faust med flera. Castilhos samlade verk utgavs 1903-1910 i inte mindre än 80 band.